# Rodrigo Blankenship
Rodrigo Blankenship (* 29. Januar 1997 in Marietta, Georgia) ist ein US-amerikanischer American-Football-Spieler auf der Position des Kickers. Von 2020 bis 2022 spielte er für die Indianapolis Colts in der National Football League (NFL), anschließend stand er bei den Arizona Cardinals unter Vertrag. Sein Erkennungsmerkmal ist seine dicke Brille, die er auch während der Spiele unter dem Helm trägt. Zurzeit ist er in der UFL bei den St. Louis Battlehawks unter Vertrag (Stand: April 2025).

## Frühe Jahre
Blankenship wurde in Marietta, Georgia geboren. Seine Großeltern mütterlicherseits stammen aus Brasilien. Zunächst spielte er Fußball, ehe er im Alter von 10 Jahren Kicker im American Football wurde. In seiner Geburtsstadt besuchte er die Sprayberry High School. Dort überzeugte er durch gute Leistungen und wurde als einer der besten Kicker seines Jahrgangs gehandelt.
Nach der Highschool besuchte Blankenship die University of Georgia, zunächst als Walk-on ohne Stipendium. Nichtsdestotrotz wurde er direkt in seinem ersten Jahr der Starting Kicker der Schule. Daraufhin erhielt er in seinem zweiten Jahr ein volles Stipendium. Für die University of Georgia kam er in insgesamt 53 Spielen zum Einsatz. Dabei verwandelte er alle seine 200 Points after Touchdown, zusätzlich 80 seiner 97 Fieldgoalversuche, somit sorgte er für insgesamt 440 Punkte. In seinem letzten Jahr gewann er den Lou Groza Award als bester Kicker im College Football, außerdem wurde er ins First-Team All-SEC berufen. Mit seinem Team konnte Blankenship 2017 die SEC gewinnen, zusätzlich gab es Siege im Liberty Bowl 2016, Rose Bowl 2017 und Sugar Bowl 2019.

## NFL
Trotz seiner Erfolge im College wurde er im NFL Draft 2020 nicht ausgewählt. Am 29. April unterschrieb er jedoch einen Vertrag bei den Indianapolis Colts in der NFL. Dort wurde er gleich in seiner ersten Saison zum Starter. Sein Debüt gab er bei der 20:27-Niederlage gegen die Jacksonville Jaguars, bei der er allerdings seine beiden Points after Touchdown und 2 von 3 Field Goals verwandelte. Am 11. Spieltag, im Spiel gegen die Green Bay Packers, schoss er in Overtime aus 39 Yards ein Field Goal zum 34:31-Sieg. Daraufhin wurde er zum AFC Special Teams Player of the Week ernannt. Insgesamt kam er in seiner Rookie-Saison in allen 16 Spielen zum Einsatz und konnte dabei 32 von 37 Fieldgoalversuchen verwandeln, das längste war aus einer Entfernung von 53 Yards. Für diese Leistungen wurde er ins PFWA All-Rookie Team gewählt. Auch mit seiner Mannschaft war Blankenship erfolgreich, so konnten sie 11 Spiele gewinnen und verloren nur 5. Somit qualifizierten sie sich für die Playoffs und trafen in der 1. Runde auf die Buffalo Bills. In dem Spiel verwandelte Blankenship ein Fieldgoal aus 30 Yards, verschoss allerdings auch eins aus 33 Yards. Am Ende unterlagen die Colts nur mit 24:27 und schieden aus den Playoffs aus.
Auch in die Saison 2021 startete Blankenship als Kicker der Colts. Im Oktober 2021 zog er sich allerdings eine Hüftverletzung zu, aufgrund derer er auf die Injured Reserve Liste gesetzt wurde und in der restlichen Saison zu keinem weiteren Einsatz kam. Nachdem Blankenship am ersten Spieltag der Saison 2022 gegen die Houston Texans zwei Kickoffs ins Seitenaus geschossen hatte und beim Stand von 20:20 ein siegbringendes Field Goal aus 42 Yards vergeben hatte, wodurch das Spiel letztlich mit einem Unentschieden endete, wurde er von den Colts entlassen.
Am 18. Oktober 2022 nahmen die Arizona Cardinals Blankenship für ihren Practice Squad unter Vertrag. Aufgrund einer Verletzung des etatmäßigen Kickers Matt Prater ersetzte er ihn am siebten Spieltag und verwandelte zwei Field-Goal-Versuche und zwei von drei Extrapunktversuchen. Am achten Spieltag wurde er für Kickoffs eingesetzt, fiel aber anschließend selbst aus und wurde am 2. November von den Cardinals entlassen.
Am 15. Juni 2023 nahmen die Tampa Bay Buccaneers Blankenship unter Vertrag. In Tampa sollte er mit Chase McLaughlin um die Nachfolge von Ryan Succop konkurrieren. Er konnte sich nicht gegen McLaughlin durchsetzen und wurde am 21. August 2023 entlassen.

## Karrierestatistiken

### Regular Season
| Saison                             | Team             | Spiele | Fieldgoals | Fieldgoals | Fieldgoals | Fieldgoals | Extrapunkte | Extrapunkte | Extrapunkte | Erzielte Punkte |
| Saison                             | Team             | Spiele | Erzielte   | Versuche   | %          | Längstes   | Erzielte    | Versuche    | %           | Erzielte Punkte |
| ---------------------------------- | ---------------- | ------ | ---------- | ---------- | ---------- | ---------- | ----------- | ----------- | ----------- | --------------- |
| 2020                               | Colts            | 16     | 32         | 37         | 86,5       | 53         | 43          | 45          | 95,6        | 139             |
| 2021                               | Colts            | 5      | 11         | 14         | 78,6       | 48         | 7           | 8           | 87,5        | 40              |
| 2022                               | Colts            | 1      | 2          | 3          | 66,7       | 45         | 2           | 2           | 100,0       | 8               |
| 2022                               | Cardinals        | 2      | 2          | 2          | 100,0      | 50         | 2           | 3           | 66,7        | 8               |
| Gesamte Karriere                   | Gesamte Karriere | 24     | 47         | 56         | 83,9       | 53         | 54          | 58          | 93,1        | 195             |
| Quelle: pro-football-reference.com |                  |        |            |            |            |            |             |             |             |                 |

### Playoffs
| Saison                             | Team             | Spiele | Fieldgoals | Fieldgoals | Fieldgoals | Fieldgoals | Extrapunkte | Extrapunkte | Extrapunkte | Erzielte Punkte |
| Saison                             | Team             | Spiele | Erzielte   | Versuche   | %          | Längstes   | Erzielte    | Versuche    | %           | Erzielte Punkte |
| ---------------------------------- | ---------------- | ------ | ---------- | ---------- | ---------- | ---------- | ----------- | ----------- | ----------- | --------------- |
| 2020                               | Colts            | 1      | 1          | 2          | 50,0       | 30         | 1           | 1           | 100,0       | 4               |
| Gesamte Karriere                   | Gesamte Karriere | 1      | 1          | 2          | 50,0       | 30         | 1           | 1           | 100,0       | 4               |
| Quelle: pro-football-reference.com |                  |        |            |            |            |            |             |             |             |                 |